# Eurotrance
El eurotrance es un subgénero de la música trance surgido de la fusión del trance progresivo y el eurodance y que fue popular desde finales de la década de los 1990s. Generalmente tiene una velocidad alrededor de 140-145 pulsaciones por minuto, voces femeninas, línea de bajos contundente, muchos breaks y grandes subidas de corte eufórico.
Estos elementos, junto a su sonido comercial, un contenido lírico poco elaborado y elementos tomados del happy hardcore, hacen que el eurotrance sea menos sofisticado y complejo que otros subgéneros del trance.
El estilo está estrechamente relacionado con el uplifting trance y es confundido a menudo con vocal trance ya que emplea también voces generalmente femeninas en sus pistas. Sin embargo, el eurotrance se caracteriza por tener letras más entusiastas y melodías más alegres y energéticas. Prácticamente la fusión del eurodance de los 90 con el Trance Clásico hicieron posible la existencia del Eurotrance, de ahí su nombre. Además de ser su lugar de origen el Viejo Continente, donde Alemania, Holanda, Bélgica, Reino Unido y Suecia fueron sus mayores países productores.
En el año 2003, al decaer el eurodance y permanecer tan solo en Alemania su continuación llamada Hands Up! El Eurotrance prácticamente da paso al Uplifting Trance más Vocal que melódico y Oceanlab, Armin van Buuren o Dash Berlin son prueba de ello.
Algunos artistas representativos del Eurotrance son: Sash!, Jam & Spoon, 2 Fabiola, Alice DeeJay, Milk Inc., Sylver, 4 Strings, DJ Encore ft. Engelina, Novaspace, DJ Sammy, Barcode Brothers, Lasgo, Fragma, Orion Too, Angelic, Ian Van Dahl, Darude, DJ's@Work, entre muchísimos más...
A finales de los años 1990 se consideró eurotrance a todos los estilos trance que surgieron en esos años: dream trance, trance progresivo, uplifting trance y vocal trance.

## Estilos de música consideradoseurotranceen los años 1990

### Dream trance
El Dream Trance es un estilo musical variante de la música "Dream" o "Dream Dance", que al igual que el Dream House tiene influencias y ritmos de música House, el "Dream Trance" las tiene de la música "Trance", aparece entre 1996 y 1997. Es un estilo musical similar al Euro Dance y Eurotrance en el que acostumbra a utilizarse melodías y arreglos de piano, es una música que se baila menos eufóricamente, es más apropiado para que la mente "baile".

### Progressive trance
Progressive trance (130 bpm+), estilo que muchos llaman simplemente progressive. Algunos artistas que tienen este estilo son: ATB, Blank & Jones, Alice DeeJay, Cascada, Sash!, Tiësto, Armin Van Buuren, Ferry Corsten, Mike Dierickx, Paul Van Dyk, Above & Beyond, EX-PLOSION, Markus Schulz, Cressida, Deepsky, Manny Ward, y Lost Tribe. El progressive trance también combina otros estilos musicales como epic trance o aquasonic trance. Artistas underground son: Above & Beyond, Ferry Corsten, Tiesto y Armin Van Buuren

### Vocal trance
Vocal trance: este estilo es el progressive trance pero al que se le añaden vocales. Está dominado por producciones alemanas, holandesas, belgas, suecas o británicas extendidas por toda Europa a causa de canales de música vía satélite como: VIVA,TMF, Onyx.tv y MTV2 Pop. Algunos artistas de vocal trance son: 4 Strings, ATB, Dash Berlin, Mic-Chek, Ian Van Dahl, Lasgo, Sylver, Milk Inc, Do, Astroline, Kate Ryan, Kelly Llorenna, Flip & Fill y Jessy De Smet.

### Uplifting trance
Uplifting trance es sinónimo de epic trance, anthem trance, emotional trance, o euphoric trance y es el término para describir un gran subgénero de trance. El nombre surgió a raíz del progressive trance en 1997. El género, que se originó en Alemania, es muy popular en el trance, y es una de las formas dominantes de música dance a nivel mundial. Ejemplos de artistas que cultivan este estilo son: Andy Blueman, Aly & Fila, Sean Tyas, Soundlift, Arctic Moon, Philippe El Sisi, Ronny K, y Ferry Corsten, Armin Van Buuren Above & Beyond y Tiesto.